# Борутино (Тверская область)
Борутино — деревня в Рамешковском районе Тверской области.

## География
Находится в восточной части Тверской области на расстоянии менее 1 км на юг-юго-запад по прямой от районного центра поселка Рамешки.

## История
Упоминается, что еще в 1533 году деревня (тогда с 2 дворами) была передана Троице-Сергиеву монастырю. В 1678 году в деревне было 8 крестьянских дворов, в 1709 году — 8 крестьянских дворов, 25 жителей. В 1859 году в казенной русской деревне Борутино было 32 двора, в 1887 — 50. В советское время работали колхозы им. Ворошилова «Трудовик». В 2001 году в деревне 27 домов постоянных жителей и 14 домов — собственность наследников и дачников. До 2021 входила в сельское поселение Высоково Рамешковского района до их упразднения.

## Население
Численность населения: 25 человек (1709 год), 224 (1859 год), 311 (1887), 68 (1989), 53 (карелы 74 %) в 2002 году, 69 в 2010.